# Mont-Saint-Père
Mont-Saint-Père – miejscowość i gmina we Francji, w regionie Hauts-de-France, w departamencie Aisne.
Według danych na styczeń 2014 roku gminę zamieszkiwało 705 osób, a gęstość zaludnienia wynosiła 66,1 osób/km². Nazwa miejscowości pochodzi od imienia św. Piotra.